# Ле-Кастеле (Кальвадос)
Ле-Кастеле (фр. Le Castelet) — муніципалітет у Франції, у регіоні Нижня Нормандія, департамент Кальвадос. Ле-Кастеле утворено 1 січня 2019 року шляхом злиття муніципалітетів Гарсель-Секвіль i Сент-Еньян-де-Краменій. Адміністративним центром муніципалітету є Сент-Еньян-де-Краменій. Населення — 1772 особи (01.01.2021).